# Leonie van Harssel
Leonarda Augustina Maria (Leonie) van Harssel (Tilburg, 8 december 1919 – aldaar, 3 mei 1998) was tijdens de Tweede Wereldoorlog actief in het verzet.

## Biografie
Leonie van Harssel was een dochter van slager Henricus Leonardus Josephus Maria van Harssel en Maria Pieternella Verschure. Zij werkte voor de Tweede Wereldoorlog als doktersassistente. Tijdens de oorlog raakte Van Harssel, net als haar zus en haar vader, betrokken bij het Tilburgse verzet. De verzetsgroep, ook wel de "groep Peter" genoemd, hield zich vooral bezig met het laten onderduiken van Joden en uit de lucht geschoten piloten. Van Harssel hield zich bezig met het vinden van onderduikadressen en het regelen van de transporten.
Op 8 juli 1944 vroeg Van Harssel aan mede-verzetslid Coba Pulskens of zij voor een korte periode negen piloten kon laten onderduiken. Coba Pulskens stemde hiermee in, waardoor zij weer in contact kwam met het verzet. Diezelfde dag vertrokken er piloten richting haar huis. Het tweede pilotentransport werd onderschept door de Wehrmacht, die de volgende dag een inval deed in het huis van Pulskens. Daar troffen zij drie piloten aan, die in strijd met het oorlogsrecht ter plekke zijn geëxecuteerd. Pulskens werd geïnterneerd en een paar dagen later werd Van Harssel gearresteerd. Pulskens en Van Harssel ontmoetten elkaar weer in Kamp Haaren en later in Kamp Vught. Vanaf hier werden zij in september 1944 naar Ravensbrück gedeporteerd. Hier werd Coba Pulskens vermoedelijk op 17 maart 1945 vergast.
Leonie van Harssel werd, samen met onder andere verzetslid Jet van Oijen, tewerkgesteld in het Agfacommando, een buitenkamp van Dachau. Beide vrouwen hebben de oorlog overleefd. Leonie van Harssel stierf op 3 mei 1998 in Tilburg.